# Algarrobo
Algarrobo là một khu tự quản thuộc tỉnh Magdalena, Colombia. Thủ phủ của khu tự quản Algarrobo đóng tại Algarrobo Khu tự quản Algarrobo có diện tích 409 ki lô mét vuông. Đến thời điểm ngày 28 tháng 5 năm 2005, Algarrobo có dân số người.